# Hazem el-Beblawi
Hazem el-Beblawi (en arabe : حازم الببلاوي), né le 17 octobre 1936 au Caire, est un homme d'État égyptien, chef du gouvernement du 9 juillet 2013 au 1er mars 2014.

## Biographie

### Formation
Hazem el-Beblawi étudie le droit à l'université du Caire, puis poursuit ses études en France. Diplômé de l'université de Grenoble, il obtient en 1964 un doctorat de l'université Panthéon-Sorbonne,.

### Carrière professionnelle
À son retour en Égypte, il enseigne à l'université d'Alexandrie. Il travaille pour la banque industrielle du Koweït, puis pour la Banque égyptienne pour le développement à l'export, dont il est nommé directeur général. Hazem el-Beblawi poursuit une carrière dans des institutions économiques en Égypte comme à l'étranger. Entre 1995 et 2000, il travaille à la Commission économique et sociale pour l'Asie occidentale de l'organisation des Nations unies (ONU), avant de devenir conseiller du Fonds monétaire arabe de 2001 à 2011,.
L'économiste contribue à définir la notion d'État rentier.

### Carrière politique
Hazem el-Beblawi fait partie des fondateurs du Parti social-démocrate égyptien, créé en 2011,. Après la révolution égyptienne de 2011, il est nommé vice-Premier ministre et ministre des Finances dans le 2e gouvernement dirigé par Essam Charaf, qui entre en fonction le 21 juillet,. Il remet sa démission dès le mois d'octobre pour protester après la mort de manifestants coptes lors d'affrontements avec l'armée, et quitte effectivement ses fonctions avec l'installation d'un nouveau gouvernement le 7 décembre suivant.
Le 9 juillet 2013, il est nommé Premier ministre par les autorités issues du coup d'État militaire du 3 juillet contre le président Mohamed Morsi,. En février 2014, il annonce la démission de son gouvernement,.

## Distinctions
Hazem el-Beblawi est chevalier de la Légion d'honneur[Quand ?]. Au Liban, il est fait grand officier dans l'Ordre national du Cèdre.